# Лиршид
Лиршид (нем. Lierschied) — община в Германии, в земле Рейнланд-Пфальц. 
Входит в состав района Рейн-Лан. Подчиняется управлению Лорелай.  Население составляет 472 человека (на 31 декабря 2010 года). Занимает площадь 5,93 км².